# Lembeck
Lembeck ist ein Dorf in der Stadt Dorsten im Kreis Recklinghausen. Der Ort hat 5124 Einwohner (2020) und ist vor allem durch das Schloss Lembeck überregional bekannt. 2017 feierte das Dorf mit einem Dreifachjubiläum sein 1000-jähriges Bestehen, 800 Jahre Kirchengemeinde St. Laurentius Lembeck und 325 Jahre Fertigstellung Schloss Lembeck.

## Geografie und Verkehr

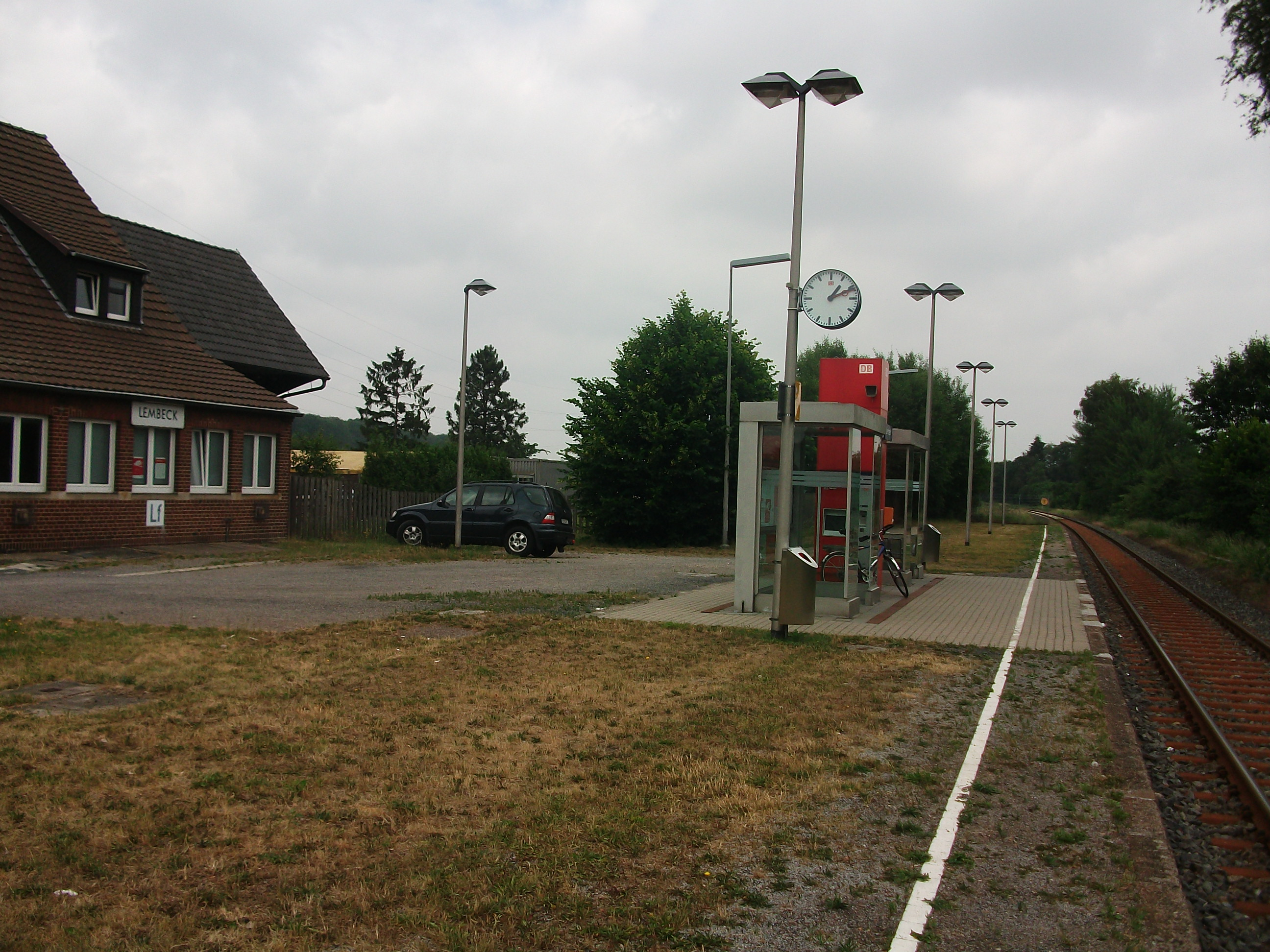
Bahnhof Lembeck

Lembeck ist mit einer Fläche von insgesamt circa 52,7 km² der größte Stadtteil Dorstens. Im Norden grenzt Lembeck mit der Bauerschaft Specking an die Gemeinde Reken im Kreis Borken, im Osten an die Stadt Haltern am See im Kreis Recklinghausen, im Südosten an den Dorstener Stadtteil Wulfen, im Süden an den Dorstener Stadtteil Deuten. Im Westen reicht die Ortsgrenze zum Dorstener Stadtteil Rhade bis zum Rhader Bahnhof heran, im weiteren Verlauf liegt die nordwestliche Grenze zu Rhade und zur Gemeinde Heiden im Kreis Borken hinter der Autobahn A 31.
Der Haltepunkt Lembeck liegt an der Bahnstrecke Dorsten–Coesfeld. Er wird stündlich bedient vom RE 14 Emscher-Münsterland-Express zwischen Essen und Coesfeld (Westf).
| Linie | Verlauf | Takt   |
| ----- | --- | ------ |
| RE 14 | Emscher-Münsterland-Express: Coesfeld (Westf) – Reken-Maria Veen – Reken – Reken-Klein Reken – Lembeck – Wulfen (Westf) – Hervest-Dorsten – Dorsten – Feldhausen – Gladbeck-Zweckel – Gladbeck West – Bottrop Hbf – Essen-Borbeck – Essen Hbf Stand: Fahrplanwechsel Dezember 2023 | 60 min |

Die VRR-Buslinien 205 und 209 bieten Verbindungen in Richtung Wulfen und Rhade. Die Regionalbuslinie R73 verbindet Lembeck mit Groß Reken.
| Linie | Verlauf | Takt (Mo–Fr)                                              | Betreiber |
| ----- | --- | --------------------------------------------------------- | --------- |
| TB205 | Taxibus: Urbanusschule – Rhade Ort – Rhade Bf – Kaltenbach – Lembeck Siedlung – Lembeck Busbf – Lembeck Bf  | 60 min                                                    | Vestische |
| 209   | Dorsten-Alt-Wulfen – Lembeck Siedlung – Lembeck Busbf – Rhade Bf – Rhade Ort Am Wochenende als TaxiBus      | 60 min (Dorsten–Lembeck) einzelne Fahrten (Lembeck–Rhade) | Vestische |
| R73   | Groß Reken − Bahnhof Reken − Klein Reken − Lembeck Samstagnachmittags sowie sonn- und feiertags als TaxiBus | 60 min                                                    | RVM       |

## Geschichte

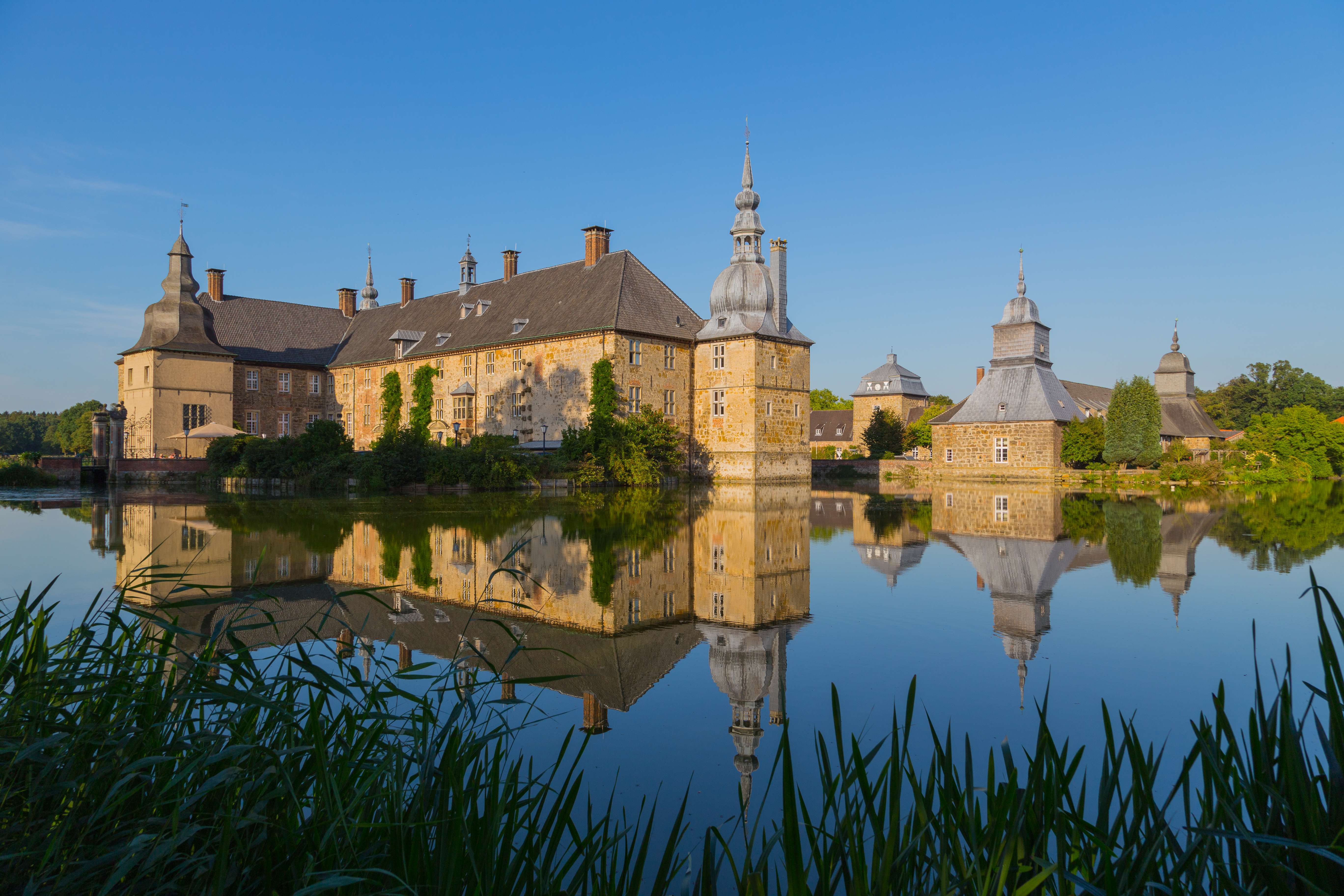
Schloss Lembeck

### Mittelalter
Das Dorf Lembeck entstand aus einem Reichsgut, dessen Vögte später die Herren von Lembeck waren. Adolf von Lembeck war Inhaber eines bischöflichen Haupthofes; auf ihn ist der Ortsname zurückzuführen. Lembeck wurde als „Lehembeke“ im Jahre 1017 in einer Urkunde erstmals genannt.
Im Laufe der Jahrhunderte entstand nahe dem Haupthof das Schloss Lembeck, das als eines der schönsten Wasserschlösser im Ruhrgebiet und Münsterland gilt. Der Herrschaftsbereich, der der Gerichtsbarkeit den Herren von Lembeck unterstand – die „Herrlichkeit Lembeck“ –, umfasste die Orte Altschermbeck, Erle und die heutigen Dorstener Stadtteile Hervest, Holsterhausen, Lembeck, Rhade und Wulfen. Der Name „Herrlichkeit Lembeck“ blieb bis heute für das nördliche Dorstener Stadtgebiet erhalten.

### Neuzeit

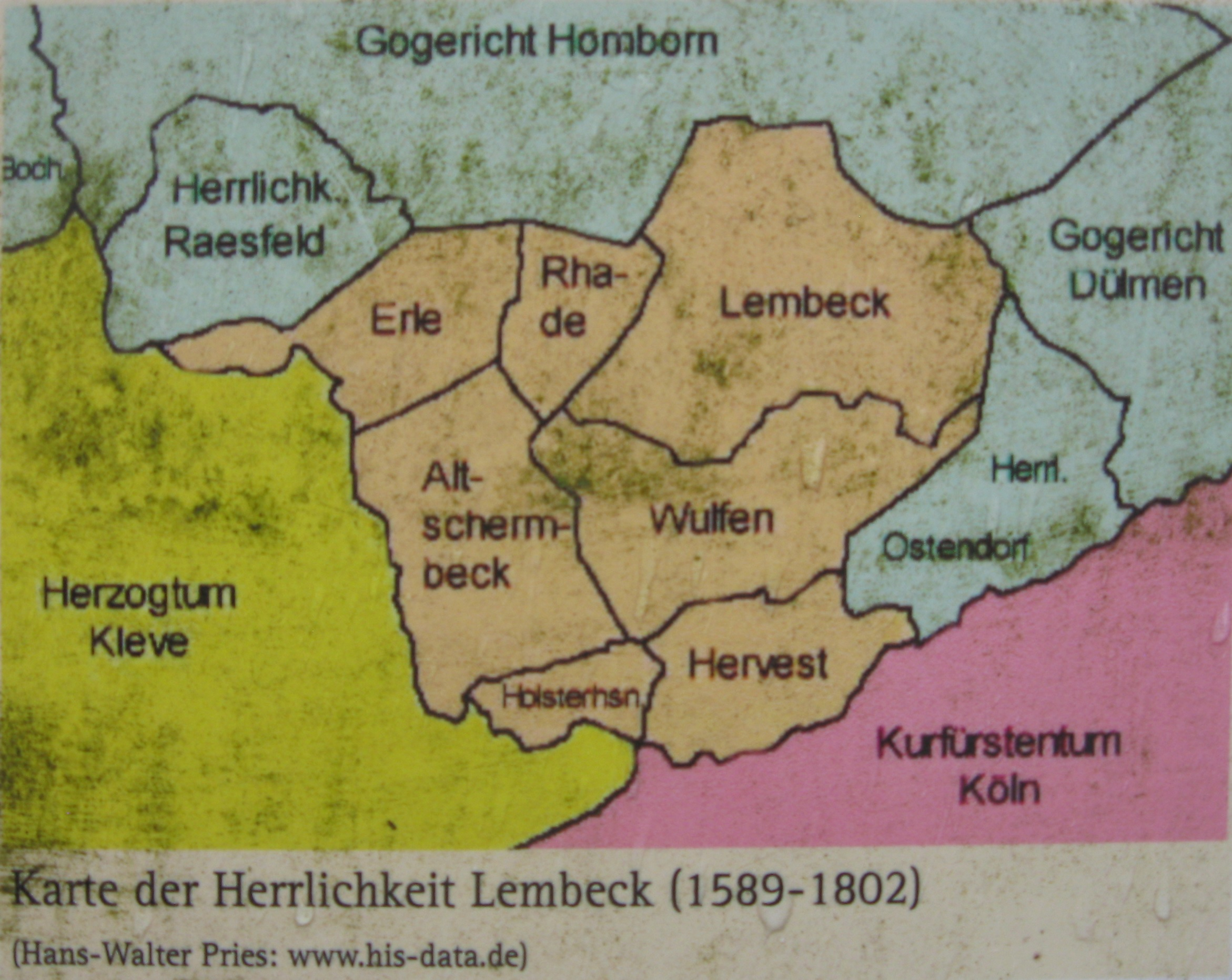
Herrlichkeit Lembeck (1589–1802)

Im 17. Jahrhundert, besonders zwischen 1610 und 1614, erlangte die Herrlichkeit eine überregionale Bedeutung bei Hexenprozessen. In Lembeck wurde die sogenannte Wasserprobe durchgeführt. Diese „Gutachtertätigkeit“ wurde so stark in Anspruch genommen, dass sie zeitweise die wirtschaftliche Grundlage der Herren zu Lembeck darstellte. Margarethe Burich, Witwe des ehemaligen Bürgermeisters von Dorsten Matthias Burich überlebte ihre Wasserprobe in Lembeck, starb jedoch später durch Folter.
1802/1803 kam die Herrlichkeit Lembeck im Zuge des Reichsdeputationshauptschlusses zum Fürstentum Salm, das 1811 durch Frankreich annektiert wurde. Nach dem Zusammenbruch der französischen Herrschaft entstand 1814 das Generalgouvernement zwischen Weser und Rhein. Im Ergebnis des Wiener Kongresses fiel das Gebiet 1815 an das Königreich Preußen.
Lembeck gehört seit der kommunalen Neuordnung, die am 1. Januar 1975 in Kraft trat, zur Stadt Dorsten. Bernhard Loick war bis Ende 1974 der letzte von insgesamt elf Bürgermeistern der eigenständigen Gemeinde Lembeck.

## Wirtschaft
Lembeck verfügt über zwei Gewerbegebiete: eines an den Straßen Zur Reithalle und Krusenhof und das in den 1990er Jahren erschlossene Gewerbegebiet Endelner Feld direkt an der A 31. Mit dem barocken Schloss Lembeck im Waldgebiet Der Hagen und dem östlichen Rand der Hohen Mark hat Lembeck auch als Naherholungsgebiet große Bedeutung. Ein wegen seiner Pionierleistungen auf den Gebieten Bioenergie und Herstellung von Produkten aus nachwachsenden Rohstoffen überregional bekannt gewordenes Unternehmen aus Lembeck ist die Loick AG.

## Kultur und Sehenswürdigkeiten

### Schloss Lembeck

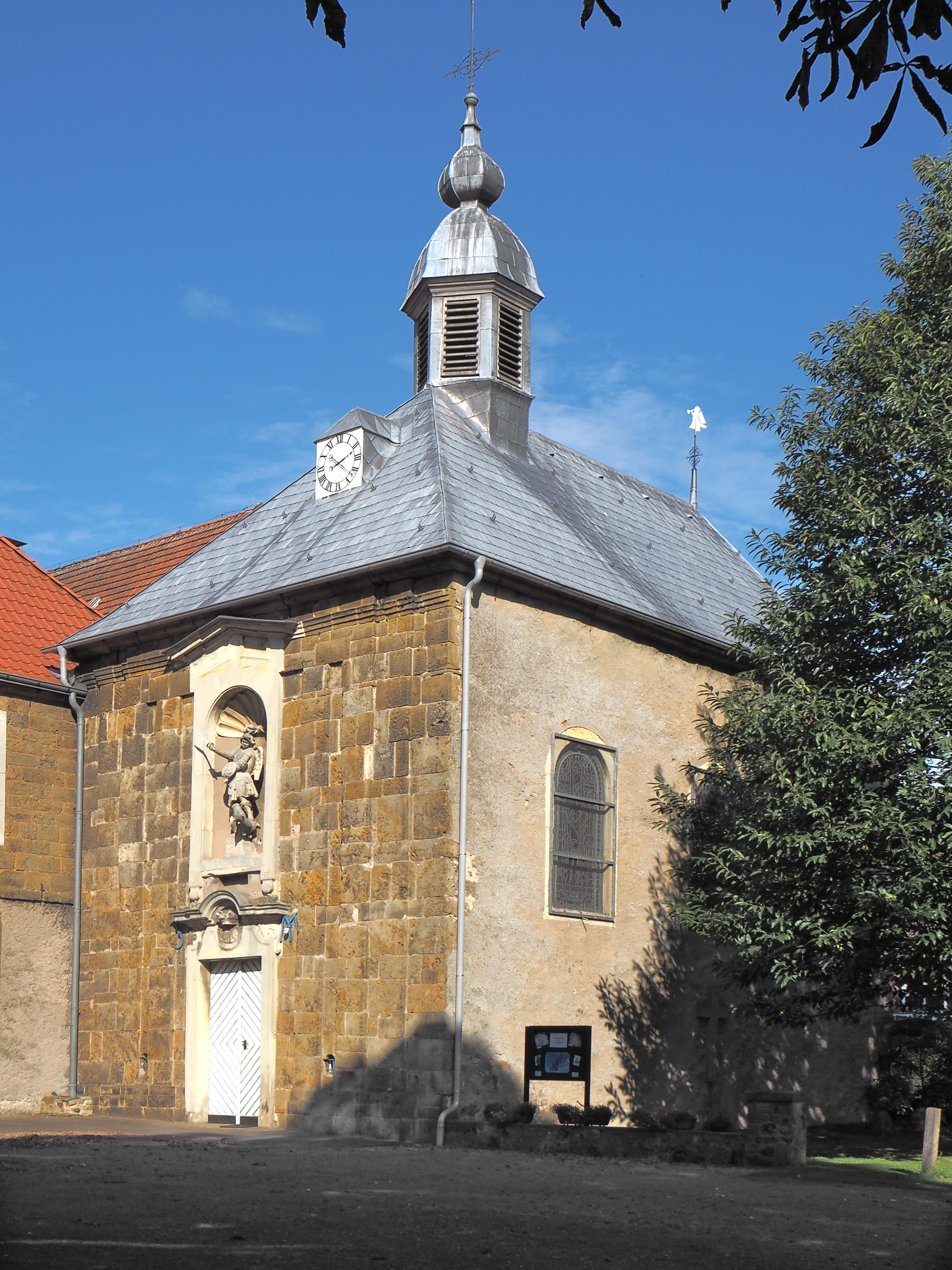
Eingang zur St. Michaelskapelle am ehemaligen Michaelisstift

Im Schloss Lembeck befindet sich im Hochparterre des Haupthauses ein Schlossmuseum, in dem im Rahmen einer Führung unter anderem Kunstgegenstände wie beispielsweise chinesisches Porzellan, flämische Tapisserien, Gemälde und Möbel aus der Zeit des Rokoko und Empire gezeigt werden. Der von Johann Conrad Schlaun gestaltete große Festsaal (Schlaunscher Saal) im Stil des Spätbarock ist von überregionaler Bedeutung. In der ehemaligen Schlossküche im Untergeschoss des Haupthauses befindet sich außerdem eine Galerie, die Bilder des Künstlers Hans Hubertus Graf von Merveldt zeigt.
Im Dachgeschoss des Wasserschlosses befindet sich eines der größten Heimatmuseen Deutschlands. Auf mehreren 100 Quadratmetern zeigt der Heimatverein Lembeck seit 1992 dort komplett aufgebaute alte Werkstätten wie z. B. Stellmacher, Holzschuhmacher, Flechterei, Holzbearbeitung und landwirtschaftliche Geräte aus den vergangenen zwei Jahrhunderten sowie archäologische Funde. Parallel wird auch das häusliche Leben mit teilweise originalen Exponaten dargestellt. Eine Führung dauert etwa eine Stunde. Der Eintritt in das Heimatmuseum ist frei (geöffnet Samstag und Sonntagnachmittag).

### Weitere Sehenswürdigkeiten
Die St. Laurentius-Kirche in der Ortsmitte wurde im 15. Jahrhundert als dreischiffige Pfeilerbasilika mit einem einjochigen Chor im Fünfachtelschluss errichtet. 1936/1937 wurde sie nach Plänen des Architekten Bernhard Pöter aus Sterkrade erweitert.
Westlich von Lembeck liegt an der Rhader Straße ein Bauensemble aus dem 18. Jahrhundert, ursprünglich Witwensitz der Baronin von Westerholt. Als Michaelisstift dienten die Gebäude als Krankenhaus und Pflegeheim. Ab 1998 bestand dort ein Konvent Unbeschuhter Karmelitinnen. Dieser zog 2013 nach Hannover um.
Jeden ersten Sonntag im Mai kommen etwa 100.000 Besucher, um den Lembecker Tiermarkt zu sehen. Zum Wandern und Erholen laden die vielen Wälder und Wiesen ein.

### Musik
Das Dorf ist die Heimat von diversen Musikvereinen und Chören. Dazu zählen unter anderem:
- Spielmannszug Grün-Weiß Lembeck e. V.
- Blaskapelle Harmonie Lembeck e. V.
- Jagdhornbläsergruppe Lembeck
- MGV Frohsinn (Männergesangsverein)
- Gemischter Chor „Voices“ Lembeck
- Kinder- und Jugendchor Lembeck
- Kirchenchor St. Laurentius Lembeck

## Regelmäßige Veranstaltungen
| Veranstaltungsname             | Zeitpunkt                                   | Beschreibung |
| ------------------------------ | ------------------------------------------- | --- |
| Tiermarkt                      | jährlich, 1. Sonntag nach dem 1. Mai        | - Marktveranstaltung im Ortskern und Gewerbegebiet - Seit 1989, als Inspiration galt eine im Jahr 1818 veranstaltete „Tierschau“ - Organisiert durch die Lembecker Interessengemeinschaft (LIG) - Rund 30.000 Gäste jährlich       |
| Lembeck leuchtet               | jährlich, letzter Freitag vor dem 1. Advent | - Weihnachtsmarkt im Dorfkern, - Seit 2014 - Organisiert durch die Lembecker Interessengemeinschaft (LIG) - Stressfreies Weihnachtsambiente in der Schlossgemeinde Lembeck                                                         |
| Allgemeines Bürgerschützenfest | jährlich, Sa., So., Mo nach Pfingsten       | - Traditionelles Schützenfest im Dorfkern: Zapfenstreich/Ehrungen, Paraden, Vogelschießen etc. - Seit 1939 - Rund 1650 Mitglieder im Schützenverein Lembeck, größter Schützenverein der Stadt Dorsten - Vorparade am Pfingstmontag |

## Söhne und Töchter des Ortes
- Karl von Merveldt (1790–1859), Offizier, Landrat und Politiker
- Reinhard Paß (* 1955), Politiker (SPD), ehemaliger Oberbürgermeister von Essen